# The Road to Hell
The Road to Hell (с англ. — «Дорога в ад») — десятый студийный альбом Криса Ри, выпущенный в 1989 году.

## Список композиций
Слова и музыка всех песен — Криса Ри.
| №   | Название                      | Длительность |
| --- | ----------------------------- | ------------ |
| 1.  | ««The Road to Hell (Part 1)»» | 4:52         |
| 2.  | ««The Road to Hell (Part 2)»» | 4:30         |
| 3.  | «You Must Be Evil»            | 4:20         |
| 4.  | «Texas»                       | 5:09         |
| 5.  | «Looking for a Rainbow»       | 8:20         |
| 6.  | «Your Warm and Tender Love»   | 4:32         |
| 7.  | «Daytona»                     | 5:04         |
| 8.  | «That’s What They Always Say» | 4:27         |
| 9.  | «I Just Wanna Be with You»    | 3:39         |
| 10. | «Tell Me There’s a Heaven»    | 6:00         |

- Выпуск компакт-диска в США лейблом Geffen в 1989 году содержал перезапись композиции «Let’s Dance», помещённую между 8 и 9 треками основного альбома.[источник не указан 345 дней]
- Вторая часть титульного трека («The Road to Hell (Pt. 2)») считается[кем?] одной из наиболее известных песен Ри.[источник не указан 345 дней]
- Композиция «Texas» годами игралась на радиостанциях Classic Rock/AOR Штата одинокой звезды; также иногда её запускали как фоновую музыку перед бейсбольными играми команды «Texas Rangers» на Rangers Ballpark в Арлингтоне.[источник не указан 345 дней]

## Участники записи
| - Крис Ри — вокал, гитара, клавишные, продюсер - Роберт Авай — гитара - Йохан О’Нейлл — бас-гитара - Кевин Лич — клавишные | - Макс Миддлтон — фортепиано - Мартин Дитчэм — ударные, ударная установка - Джон Келли — продюсер - Нил Амор — инженер |

## Позиции в хит-парадах и сертификации
Годовые чарты:
| Хит-парад (1989)       | Позиция |
| ---------------------- | ------- |
| Европа (Music & Media) | 92      |